# Эрри, Жанна
Жанна Эрри (фр. Jeanne Herry; род. 19 апреля 1978, Франция) — французская актриса, кинорежиссёр и сценарист.

## Биография
Жанна Эрри родилась 19 апреля 1978, является дочерью певца Поля-Алена Леклера, известного как Жюльен Клер и актрисы Сильвет Эрри, более известной под артистическим псевдонимом Миу-Миу. Свое раннее детство провела с родителями и старшей сестрой Анжель в департаменте Йонна. Родители Жанны развелись когда ей было 5 лет. После получения экономического образования она училась в Международной театральной школе в Лондоне и в Национальной консерватории музыки и танца.
После обучения Жанна Эрри начала актерскую карьеру, совмещая работу в театре, где она играет на сцене и выступает как режиссер-постановщик, в телевизионных фильмах, короткометражках и полнометражных художественных фильмах.
В 2009 году Жанна Эрри дебютировала как кинорежиссер короткометражным фильмом «Ходить». В ноябре 2013 года она выпустила свой первый полнометражный фильм «Она его обожает» с участием Сандрин Киберлен и Лорана Лафитта, который был номинирован на французскую национальную кинопремию «Сезар» в категориях «Лучший первый фильм» и «Лучший оригинальный сценарий».
Второй полнометражный фильм Жанны Эрри «Усыновление», вышедший в 2018 году, был номинирован в 7 категориях на соискание «Сезара» (в том числе за лучший фильм и лучшую режиссерскую работу), и в 4-х категориях на премию «Люмьер» за 2018 год.
Жанна Эрри является также автором автобиографического романа «80 лет», изданного в 2005 году «Галлимаром» в серии «Haute Enfance».